# Saison 1962 de la NFL
Navigation
Édition précédente Édition suivante
La saison 1962 de la NFL est la 43e saison de la National Football League. Elle voit le sacre des Packers de Green Bay.

## Classement général
| Conférence Est           |      |      |      |        |          |            |
| Franchise                | Vic. | Déf. | Nuls | % vic. | Pts pour | Pts contre |
| Giants de New York       | 12   | 2    | 0    | .857   | 398      | 283        |
| Steelers de Pittsburgh   | 9    | 5    | 0    | .643   | 312      | 363        |
| Browns de Cleveland      | 7    | 6    | 1    | .538   | 291      | 257        |
| Redskins de Washington   | 5    | 7    | 2    | .417   | 305      | 376        |
| Cowboys de Dallas        | 5    | 8    | 1    | .385   | 398      | 402        |
| Cardinals de Saint-Louis | 4    | 9    | 1    | .308   | 287      | 361        |
| Eagles de Philadelphie   | 3    | 10   | 1    | .231   | 282      | 356        |

| Conférence Ouest       |      |      |      |        |          |            |
| Franchise              | Vic. | Déf. | Nuls | % vic. | Pts pour | Pts contre |
| Packers de Green Bay   | 13   | 1    | 0    | .929   | 415      | 148        |
| Lions de Détroit       | 11   | 3    | 0    | .786   | 315      | 177        |
| Bears de Chicago       | 9    | 5    | 0    | .643   | 321      | 287        |
| Colts de Baltimore     | 7    | 7    | 0    | .500   | 293      | 288        |
| 49ers de San Francisco | 6    | 8    | 0    | .429   | 282      | 331        |
| Vikings du Minnesota   | 2    | 11   | 1    | .154   | 254      | 410        |
| Rams de Los Angeles    | 1    | 12   | 1    | .077   | 220      | 334        |

## Finale NFL
- 30 décembre 1962, au Yankee Stadium de New York devant 64 892 spectateurs, Packers de Green Bay 16 - Giants de New York 7